# Vyjednavač (film)
Vyjednavač (v anglickém originále The Negotiator) je americký filmový akční thriller z roku 1998 režírovaný F. Garym Grayem. Hlavní role policejních vyjednavačů obsadili Samuel L. Jackson a Kevin Spacey. Ve vedlejších je doplnili David Morse, Ron Rifkin, John Spencer a J. T. Walsh, který zemřel několik měsíců před premiérou a jemuž je film věnován.
Film se dočkal relativně pozitivních ohlasů, i přesto bývá považován za jeden z nejvíce podhodnocených filmů s Jacksonem a za jeden z nejzdařilejších počinů režiséra Graye.

## Děj
Film sleduje příběh chicagského policejního vyjednavače Dannyho Romana, který je obviněn z vraždy svého parťáka Natea Roenicka. Ten je nalezen mrtvý jen krátce poté, co Romanovi prozradí, že členové jejich vlastní jednotky se dopouštějí finanční zpronevěry. Zároveň dodává, že se s touto informací neobrátil na oddělení vnitřních záležitostí, neboť se domnívá, že i oni mohou být do tohoto spiknutí zapleteni.
Zoufalý Roman je schopen všeho, aby očistil své jméno a odhalil, kdo za tím stojí. Proto vezme několik rukojmí, včetně svých nadřízených, a zabarikáduje se s nimi v mrakodrapu v centru Chicaga. Požaduje, aby byl povolán jiný zkušený policejní vyjednavač, Chris Sabian, protože nevěří nikomu z jeho vlastní jednotky.
Napětí mezi Romanem a Sabianem postupně eskaluje, zatímco se oba snaží odhalit pravdu. Během vyjednávání se odkrývají hlubší detaily korupce mezi policejními složkami. Snímek je zejména v druhé půli plný dramatických zvratů, intenzivních dialogů a napínavých akčních scén.

## Obsazení
| Samuel L. Jackson | Danny Roman     |
| Kevin Spacey      | Chris Sabian    |
| David Morse       | Adam Beck       |
| Ron Rifkin        | Grant Frost     |
| John Spencer      | Al Travis       |
| J. T. Walsh       | Terence Niebaum |
| Paul Guilfoyle    | Nate Roenick    |
| Paul Giamatti     | Rudy Timmons    |
| Regina Taylor     | Karen Roman     |

## Výroba
Vyjednavač je inspirován skutečnými případy korupce v policejních odděleních. Scénář k filmu byl původně napsán pod studiem Hollywood Pictures (dceřiná společnost The Walt Disney Studios), nakonec však byl prodán studiu Warner Bros. Hlavní roli měl původně ztvárnit Sylvester Stallone, ten ale nabídku odmítl.
Natáčelo se převážně v Chicagu, scény odehrávající se uvnitř kancelářské budovy pak byly natočeny i ve filmových studiích.

## Přijetí
Vyjednavač vydělal celosvětově 88 milionů dolarů, téměř dvakrát vyšší sumu, než činil jeho rozpočet. Když se však sečetly všechny výdaje (včetně propagace), šlo o ztrátu 13 milionů dolarů. Ohlasy na film byly nicméně pozitivní, kritici si pochvalovali především herecké výkony v hlavních rolích, dynamické dialogy a stupňování napětí. S odstupem času se snímek dočkal ještě vřelejšího přijetí, podle některých zdrojů se dokonce řadí mezi nejlepší akční filmy 90. let.